# Irmgard Möller
Irmgard Möller (Bielefeld, 1947. május 13. –) a nyugatnémet Vörös Hadsereg Frakció (RAF) nevű szélsőbaloldali terrorszervezet egyik alapítója volt. Hosszú időt töltött börtönben, jelenleg anonimitásban él.
Irmgard Möller diákként csatlakozott a szélsőbaloldali mozgalmakhoz. 1972. május 12-én Angela Luther társaságában csőbombákat helyezett el az augsburgi rendőrkapitányság épületében. A robbanásokban öt rendőr megsebesült, és beomlott a negyedik emelet mennyezete. Május 24-én feltehetően egyike volt annak a két terroristának, aki egy robbanóanyaggal megpakolt autót hagyott a heidelbergi amerikai bázisnál. A merényletben három katona meghalt, öt megsebesült. 1972. július 9-én a rendőrség letartóztatta, majd a hamburgi bíróság hosszú börtönbüntetésre ítélte. Büntetése letöltésére a stammheimi börtönbe vitték.
1977. október 18-án, azon az éjjelen, amikor Andreas Baader, Gudrun Ensslin és Jan-Carl Raspe véget vetett életének a börtönben, ő is öngyilkosságot követett el, megszúrta a mellkasát. Irmgard Möller később azt állította, hogy nem próbált meg öngyilkos lenni, hanem megszúrták. 1995-ben szabadult, azóta anonimitásban él.

## Fordítás
Ez a szócikk részben vagy egészben  az   Irmgard Möller című angol Wikipédia-szócikk ezen változatának fordításán alapul.  Az eredeti cikk szerkesztőit annak laptörténete sorolja fel. Ez a jelzés csupán a megfogalmazás eredetét és a szerzői jogokat jelzi, nem szolgál a cikkben szereplő információk forrásmegjelöléseként.